# Nebraska Peaks
Die Nebraska Peaks sind eine Gruppe verstreuter Berggipfel und Nunatakker im Australischen Antarktis-Territorium. Im östlichen Teil der Britannia Range des Transantarktischen Gebirges liegen diese östlich des Gaussiran- und des Merrick-Gletschers.
Das Advisory Committee on Antarctic Names benannte sie im Jahr 2000 nach der University of Nebraska-Lincoln, Standort des Managements des Ross-Schelfeis-Projekts im United States Antarctic Research Program von 1972 bis 1977.